# كنان كريموف
كنان كريموف (بالأذرية: Kənan Kərimov)‏ هو لاعب كرة قدم أذربيجاني في مركز الهجوم، ولد في 5 أغسطس 1976 في يفلاكس في أذربيجان. شارك مع منتخب أذربيجان لكرة القدم. أما مع النوادي، فقد لعب مع نادي شامكير ونادي قبله ونادي قره باغ ونادي كاباز.

## وصلات خارجية
- كنان كريموف على موقع قاعدة بيانات كرة القدم.إي يو (الإنجليزية)
- كنان كريموف على موقع ناشيونال فوتبول تيمز (الإنجليزية)
- كنان كريموف على موقع Soccerway.com (الإنجليزية)